# Corvospongilla
Corvospongilla is een geslacht van sponsdieren uit de familie van de Spongillidae.

## Soorten
- Corvospongilla becki Poirrier, 1978
- Corvospongilla bhavnagarensis Soota, Pattanayak & Safena, 1984
- Corvospongilla boehmi (Hilgendorf, 1883)
- Corvospongilla burmanica (Kirkpatrick, 1908)
- Corvospongilla caunteri Annandale, 1911
- Corvospongilla lapidosa (Annandale, 1908)
- Corvospongilla loricata (Weltner, 1895)
- Corvospongilla mesopotamica Manconi & Pronzato, 2004
- Corvospongilla micramphidiscoides Weltner, 1913
- Corvospongilla novaeterrae (Potts, 1886)
- Corvospongilla scabrispiculis Annandale, 1913
- Corvospongilla seckti Bonetto & Ezcurra de Drago, 1966
- Corvospongilla siamensis Manconi & Ruengsawang, 2012
- Corvospongilla sodenia Brien, 1969
- Corvospongilla thysi (Brien, 1968)
- Corvospongilla ultima (Annandale, 1910)
- Corvospongilla victoriae Annandale, 1914
- Corvospongilla zambesiana (Kirkpatrick, 1906)